# Вятка (телерадиокомпания)
Государственная телевизионная и радиовещательная компания «Вятка» — филиал ФГУП «Всероссийская государственная телевизионная и радиовещательная компания» в Кировской области.

## История
Одна из старейших телекомпаний Российского государства.
Создана в 1934 году как Комитет радиоинформации и радиовещания при Кировском краевом исполнительном комитете советов рабочих, крестьянских и красноармейских депутатов (с 1936 года Комитет радиофикации и радиовещания при исполнительном комитете Кировского областного Совета депутатов трудящихся) (Кировский радиокомитет). Поначалу, коллектив «Вятки» формировался из сотрудников кировского Драмтеатра, областных газет, обкома КПСС. В 1959 году журналистская организация компании была крупнейшей в области.
До 1968 года редакция «Вятки» готовила множество своих передач. Для участия в организации её деятельности приглашались известные поэты и писатели Кировской области. В 1968 году после постройки телебашни в Кирове, в области появляется центральное телевидение, а на следующий год была введена в действие 2-я телевизионная программа.
В апреле 1969 года ГТРК «Вятка» впервые представила Кировскую область на ЦТ. В 1973 году издательство «Искусство» (г. Москва) выпустило в свет книгу «В эфире город Киров», — автор Г. Т. Фокин, председатель компании в 1965—1973 гг.
С 1966 года кировская студия принимала участие во всех телевизионных фестивалях документального кино, а позже телепрограмм и телепроектов. В 1967 году ГТРК «Вятка» получила свой первый приз. В дальнейшем 80 % работ, представленных на различные телевизионные конкурсы нашими авторами и режиссёрами, удостаивались высоких наград.
В сентябре 1975 года было сдано в эксплуатацию новое здание — Дом радио, совмещённый с кинокомплексом. В это же время Гостелерадио СССР издало приказ о включении Кировского телерадиокомитета в число фильмопроизводящих и поручило съёмки в пяти областях: Кировской, Ярославской, Костромской, Вологодской и Марийской республике. Для показа по ЦТ и тиражирования для студий страны комитету ежегодно планировали 7-8 документальных фильмов общим объёмом 2,5 часа.
В январе 1976 года главным редактором редакции подготовки программ на плёнку был назначен Ю. Д. Авдеев, ныне лауреат Государственной премии, Заслуженный работник культуры РФ. Далее эта редакция стала называться «Студия „Киров-телефильм“», а затем «Студия „Вятка-телефильм“». С 2002 года её возглавил дважды лауреат Государственной премии РФ, Заслуженный деятель искусств РФ А. И. Погребной. Всего студией было подготовлено более 400 документальных фильмов.
За 50 лет своей истории ГТРК «Вятка» создала множество сюжетов, репортажей, циклов передач и программ, навсегда вошедших в золотой фонд видеоархивов.
25 ноября 1991 года ГТРК «Вятка» осуществляла эфир на 5-м метровом канале. Эфир начинался в 18:00 (c 1994 по 2018 гг. до 18:00 эфир осуществлял кировский канал Grand-TV). С ноября  1999 по февраль 2007 года имела в качестве сетевого партнёра канал ТНТ. Был заменён на Россия-24.
В 1999 году к 40-летию кировского телевидения вышла книга «В кадре и за кадром» под редакцией М. И. Кощеева, председателя компании с 1974 по 1986 гг.
В настоящее время в компании трудится 140 человек. В ветеранской организации — более ста человек, часть из них до сих пор работают на телевидении. Восемь человек награждены орденами и медалями. У нас 6 лауреатов Государственной премии Российской Федерации, одна Заслуженная артистка РФ, два человека носят звание Заслуженный деятель искусств РФ, 20 — Заслуженный работник культуры РФ; 19 человек награждены значком «Отличник телевидения и радиовещания» и 32 — значком «Почетный радист».

## Каналы вещания
- Телеканал «Россия-1 Киров» (в г. Кирове 1 ТВК)
- Телеканал «Россия-К Киров»
- Телеканал «Россия-24 Киров» (в г. Кирове — 5 ТВК)
- «Радио России Киров» (в г. Кирове — частота 106,3 МГц и первая программа проводного радиовещания)
- «Радио Маяк Киров» (в г. Кирове — частота 101,4 МГц)
- «Вести-FM Киров» (в г. Кирове — частота 105,3 МГц)
- Вести — Кировская область On-Line вещание в интернете[5]

## Награды и достижения
- В 2010 году ГТРК «Вятка» получила Гран-При ВГТРК Всероссийского фестиваля «Щит России −2010» за фильм «Спасенное поколение»[6].
- В 2011 году ГТРК «ВЯТКА» стала победителем ОБЛАСТНОГО КОНКУРСА «ВЫБОРЫ-2011» за лучшее освещение в СМИ выборов депутатов Законодательного Собрания Кировской области V созыва, муниципальных выборов и вопросов избирательного законодательства в номинациях: «Вятка культурная», «Растем вместе с городом», «Чистый город — начни с себя»[7].
- Победу на конкурсе областных СМИ «МЕДИА-МАСТЕР» взяли в номинации «Репортер года» — Кирилл Ольков, корреспондент ГТРК «ВЯТКА» и в номинации «За вклад в Вятскую журналистику» — Владимир Семёнов, директор ГТРК «ВЯТКА»[8].
- Победа в областном конкурсе журналистских работ «СТРАНА МОЯ — ВЯТКА» в номинации «Преданность Вятке»[9], в номинации «Право на детство» за репортаж «Вифлеем на Вятке»[10], в номинации «Диалог на равных» за репортаж "Православный поисковый отряд «Взвод»[11] и в номинации «Инвестиции в человека» за материал «Песковский кролик как альтернатива ножкам Буша. Начинающие кролиководы»[12].
- Победа проекта «Святыни земли Вятской» в номинации «Территория Православия» на V Открытом Межрегиональном конкурсе «Я ЛЮБЛЮ РОССИЮ» в Москве[13].
- I место на региональном этапе Всероссийского фестиваля «СОЗВЕЗДИЕ МУЖЕСТВА» в Нижнем Новгороде[14].
- I место в номинации «Надежда России» VIII Всероссийского Кинофестиваля короткометражных фильмов «СЕМЬЯ РОССИИ» в Санкт-Петербурге за фильм «Кадеты. Продолжение традиций»[15].
- ГТРК «Вятка» получила диплом номинанта во Всероссийском конкурсе телевизионных фильмов и программ, посвящённых борьбе с экстремизмом, ксенофобией, расовой и религиозной ненавистью «ЕДИНЕНИЕ» в Москве за телефильм «Второе рождение»[16].
- ГТРК «Вятка» получила диплом номинанта в V Фестивале телевизионных и радиопрограмм антитеррористической направленности «ТВ-РАДИО-АНТИТЕРРОР» в Пятигорске[17].
- Награждение дипломом жюри в номинации «Телевизионные и радио программы» на Конкурсе ФСБ России на лучшие произведения литературы и искусства о деятельности органов Федеральной Службы Безопасности в Москве[18].
- ГТРК «Вятка» получила диплом «За глубокое раскрытие темы судьбы участника боевых действий» на Межрегиональном фестивале телепрограмм на военно-патриотическую тематику «ЩИТ РОССИИ-2011» в Перми[19].
- Победа проекта «Скажи коррупции — нет!» в номинации «Борьба с коррупцией» и «Журналистское расследование» на Всероссийском конкурсе «МИР ПРАВА» в Саратове[20].
- Диплом вручен автору журналисту ГТРК «ВЯТКА» С. Вертелецкой за проект «Скажи коррупции „Нет!“» на IV Всероссийском конкурсе телевизионных фильмов и программ «СМИ ПРОТИВ КОРРУПЦИИ» (при поддержке федерального агентства по печати и массовым коммуникациям) в Москве[21].
- ГТРК «Вятка» получила 1 место за материал «Выставка Двиняниновых» в номинации «Вятка культурная»[22], 1 место за репортаж «Маяковцы» в номинации «Я гражданин»[23], 1 место за материалы «Год рождения 1936» в номинации «Личность»[24] в Городском конкурсе СМИ «МОЙ ГОРОД».
- Победа в номинации «Диктатура Закона» за репортаж "Правда о взрыве на «Трудовых резервах» на VII фестивале СМИ «СТРАНА МОЯ — ВЯТКА»[25], в номинации «Человеческий капитал» за репортаж «Школа. Итоги 2011»[26], в номинации «Экономика: точка роста» за репортаж «Убыточный колхоз стал передовым»[27], в номинации «Сердце отдаем детям» за материалы «Детские приюты: век 19-й и век 21-й»[28].
- В 2013 году ГТРК «Вятка» получила диплом за 1 место в номинации «Социальный видеосюжет» за сюжет «Приют Зоокоролевство» на конкурсе социальной рекламы Общественной палаты КО[29].
- В 2013 году "ГТРК «Вятка» стала победителем в номинации «Акция года» за социальную акцию «Улыбка ребенка» в конкурсе профессионального мастерства представителей СМИ «Media-Мaster-2013»[30].
- В 2013 году ГТРК «Вятка» победила в номинации «Год предпринимательства, инвестиций и инноваций» за сюжет «Форель на Вятке»[31], в номинации «70-летию Победы посвящается» за репортаж «Фронтовик Карп Бородин: восстановление справедливости»[32] и в номинации «Территория детства» за работу «Отобранные дети»[33] на конкурсе журналистских работ «Страна моя — Вятка».
- В 2013 году ГТРК «Вятка» одержала победу в номинации «Чистый город: начни с себя» за сюжет «Чистим крыши»[34], в номинации «Журналистский дебют» за «Коллектив „Вдохновение“»[35], в номинации «Мой район» за работу «Марий Эл изучают опыт ТОСов Кирова»[36], в номинации «Растем вместе с городом» за сюжет «Инновации в детсаде „Дюймовочка“»[37] и в номинации «Вятка культурная» за сюжет «Народный театр»[38] на V городском конкурсе творческих журналистских работ «Мой город».
- В 2013 году диплом Федерального агентства по печати и массовым коммуникациям получили автор Милана Поварницина и режиссер Алексей Фоминых за победу в номинации «Слава России — боевая дружба и выручка» телевизионного фильма «Цветы Кабула» на Межрегиональном конкурсе журналистского мастерства «Слава России» во Владикавказе[39].
- В 2013 году ГТРК «Вятка» награждена дипломом 2-й степени за цикл программ «ВЯТСКИЕ: ВОЙНА И МИР» на VII Международном фестивале телепрограмм и телефильмов «ВЕЧНЫЙ ОГОНЬ» в Волгограде[40].
- ГТРК «Вятка» награждена дипломом за фильм «Война под флагом мира» на XVI Межрегиональном фестивале военно-патриотических телевизионных и радиопередач «Щит России» в Перми<ref.</ref>.
- ГТРК «ВЯТКА» одержала победу на Всероссийском фестивале «СМИ против коррупции» в номинации: Лучшая телевизионная просветительская программа (телеканал), содействующая формированию антикоррупционного правосознания граждан Российской Федерации[41].
- В 2014 году в числе победителей Всероссийского конкурса на лучшее освещение в СМИ темы патриотического воспитания «Патриот России», занявших первое место в номинации «СЛУЖУ ОТЕЧЕСТВУ» была программа ГТРК «ВЯТКА» «Вятские: Война и мир»[42].
- ГТРК «ВЯТКА» стала победителем на конкурсе журналистских работ «Страна моя — Вятка» в номинациях: «ГТО», «Год культуры», «Финансовая грамотность», «Этот день Победы», «Стоп, наркотик!»[43].
- В 2014 году по итогам конкурса профессионального мастерства представителей СМИ «Media-Мaster-2014» — в номинации «Журналист года» — победил корреспондент ГТРК «Вятка» Швецов Иван Николаевич[44].
- На VII городском конкурсе творческих журналистских работ «Мой город» журналисты ГТРК «ВЯТКА» стали победителями в четырёх номинациях. Специальную премию главы города Кирова в номинации «К 70-летию Победы. Помним, гордимся, чтим» получил проект «Навстречу Победе» — совместная акция ГТРК «ВЯТКА» и ГАСПИКО. В номинации «Лучший телевизионный сюжет/программа» победил Иван Швецов с сюжетом «Снос мастерских дома-музея Хохрякова» за объективность, достоверность, эксклюзивность и социальную значимость информации. В номинации «Лучший радиосюжет/программа». победила Марина Козырева с проектом «Библио-Беседка», посвященным Году Литературы. В номинации «К 20-летию кировской городской Думы» победила Татьяна Халезова с программой по освещению выборов и деятельности депутатов Гордумы. Диплом банка «Хлынов» забрал Кирилл Сысолятин с сюжетом «Самообслуживание многоквартирного дома» за освящение деятельности органов местного самоуправления, предприятий всех форм собственности и горожан[45].
- Дипломом второй степени на 2-й всероссийском фестивале телерадиопрограмм и телевизионных фильмов «Человек и вера» в номинации «За верность теме» был удостоен фильм Марины Дохматской «Под святым омофором»[46].
- В 2015 году по итогам регионального этапа всероссийского фестиваля «Созвездие мужества» номинации «Лучший интернет-проект» был отмечен сайт ГТРК «Вятка»[47].
- В 2015 году по итогам ежегодных журналистских конкурсов «Страна моя — Вятка», «Медиа-мастер» и «Лучшая районная газета» фестиваля СМИ «На семи холмах» журналисты ГТРК «ВЯТКА» смогли одержать победу в разных номинациях. В номинации «Продовольственная безопасность» победили Ю. Шалаева с сюжетом «Уборка урожая в Куменском районе», В. Логинова с сюжетом «АПК: время, события, люди» и И. Швецов с сюжетом «Семейная ферма в Опарино». В номинации «Человек в социуме» победили В. Матевосян с сюжетом «Дети аутисты», В. Матевосян с сюжетом «Фестиваль дружбы народов» и И. Швецов с сюжетом «Армянский праздник Вардавар». В номинации «Огнетушитель» победили В. Матевосян с сюжетом «Новая лесопожарная техника», В. Палкина с сюжетом «Олимпиада по ОБЖ» и М. Конышев с сюжетом «Пожпроверки арендаторов». В номинации «Семейный круг» победили И. Швецов с сюжетом «Многодетная семья Гребневых», В. Палкина с сюжетом «Пилотный проект в Яранске для многодетных семей» и В. Палкина с сюжетом «Приёмная семья Онохиных», так же победу одержала Галина Казакова с радиоэфиром «Семья Онохиных» из цикла «Взрослые дети». В номинации «Портрет современника» победили О. Пестова с радиоэфиром «Художник Татьяна Дедова» и «Собиратель старинных рецептов Мария Савельева». В номинации «Зачем человеку читать?» победили М. Поварницина с сюжетом «Читаем вслух», И. Швецов с сюжетом «Новая книга Крупина» и И. Швецов с сюжетом «Аглая Соловьева — финалистка „Филатов-Феста“». Так же в это номинации победила Марина Козырева с радиоэфиром «Библиобеседка». В номинации «Медиа-мастер» журналистом года признана Милана Поварницина[48].
- Директор ГТРК «Вятка» Ирина Русских стала лауреатом в номинации «Правовое просвещение и воспитание» на областной премии «Юрист года»[49].
- В 2015 году в номинации «Лучшая телепрограмма или материал на телевидении о деятельности Законодательного Собрания Кировской области и (или) его депутатов» дипломом второй степени награждена специальный корреспондент ГТРК «Вятка» Матевосян Вергина Жораевна за материал «Многодетная семья»[50].
- В 2015 году директору ГТРК ВЯТКА" И. А. Русских была вручена грамота за объективное информирование населения, поддержку и творческий, профессиональный подход к подготовке материалов о жизни города Кирова[51].
- В 2016 году дипломом отмечен телесюжет «Ратники Святой Руси» журналистки ГТРК «Вятка» Светланы Вертелецкой[52].
- На XIII тарусском фестивале телевизионных фильмов и программ «Берега» в номинации «Лучший телевизионный очерк» диплом лауреата за работу "Вятчане — герои «Варяга» был отмечен журналист ГТРК «Вятка» Фоминых Алексей[53].
- В 2017 году программа ГТРК «ВЯТКА» «ИСТОРИЧЕСКИЙ МОМЕНТ» победила в номинации « Лучшая телевизионная просветительская программа, содействующая формированию антикоррупционного правосознания граждан Российской Федерации»[54].
- В 2017 году на конкурсе тематического направления «Просветительское и развлекательное телевещание» ТЭФИ-Регион" в номинации «Телевизионный документальный фильм» в тройку лучших вошел фильм ГТРК «ВЯТКА» «Черта»[55].
- В 2017 году на фестивале «Вечный огонь» в Волгограде работы журналистов ГТРК «ВЯТКА» были отмечены дипломом «ЗА ВЕРНОСТЬ ТЕМЕ»[56].
- Журналисты ГТРК «ВЯТКА» стали лауреатами всероссийского конкурса «Правда и справедливость». В число победителей вошла ведущая и корреспондент «Вестей» Юлия Шалаева[57].
- В 2018 году на творческом конкурсе «Современник на экране» в номинации «Открытие» победителем стал фильм Ольги Чураковой «Восьмое небо», специальный приз от губернатора Тульской области получила программа Алексея Фоминых "Вятчане — герои «Варяга»[58].
- На XII Международном экологическом телевизионном фестивале «Спасти и сохранить» в Ханты-Мансийске в номинации «Информационный сюжет» диплом лауреата получила специальный корреспондент ГТРК Вятка Лариса Добриянова за сюжет «„Чистые игры“ на Вятке»[59].
- В 2018 году на телефоруме, проходящем в Ярославле при поддержке Всероссийской государственной телевизионной и радиовещательной компании, Правительства Ярославской области и ГТРК «Ярославия» проект ГТРК Вятка «Поехали. Посмотрим. Город Нолинск» занял третье место в номинации «Истории из истории»[60].
- По итогам десятого городского конкурса журналистов «Мой город» победителем в номинации «Экономика с плюсом» стала Анастасия Кетько, в номинации «Территория ЗОЖ» — Роман Четвериков, в номинации «Город. История. Люди» — Алексей Фоминых, в номинации «Цветущий город» — Юлия Шалаева[61].